# Чукадибашевська сільська рада
Чукадиба́шевська сільська рада (рос. Чукадыбашевский сельский совет) — муніципальне утворення у складі Туймазинського району Башкортостану, Росія. Адміністративний центр — село Алексієвка.
Станом на 2002 рік центром сільради було село Чукадибашево.

## Населення
Населення — 662 особи (2019, 809 у 2010, 830 у 2002).

## Склад
До складу поселення входять такі населені пункти:
| Населений пункт       | Населення, осіб (2002) | Населення, осіб (2010) |
| --------------------- | ---------------------- | ---------------------- |
| Алексієвка, село      | 232                    | 257                    |
| Імян-Купер, село      | 166                    | 123                    |
| Камиштау, присілок    | 31                     | 29                     |
| Нічка-Буляк, присілок | 40                     | 41                     |
| Чукадибашево, село    | 361                    | 359                    |